# HIG
HIG (от англ. Human Interface Guidelines) — документ, содержащий рекомендации для разработчиков пользовательского интерфейса программного обеспечения в рамках некоторой операционной системы или платформы.
Обычно служит для унификации и стандартизации интерфейса приложений, а также указывает на необходимость использования тех или иных технологий.

## Примеры HIG
- Index of UX guidelines for Windows Store apps
- Windows Vista User Experience Guidelines
- Mac OS X Human Interface Guidelines
- iOS Human Interface Guidelines
- Android User Interface Guidelines
- HIG, используемый известными свободными разработками:
  - GNOME Human Interface Guidelines
  - KDE Human Interface Guidelines
  - Elementary OS Human Interface Guidelines
  - OLPC Human Interface Guidelines
- Indie HIG
- Java Look and Feel Design Guidelines
  - Java Look and Feel Design Guidelines: Advanced Topics
- Eclipse User Interface Guidelines